# 脇坂安利 (飯田藩嫡子)
脇坂 安利（わきざか やすとし）は、江戸時代前期の信濃国飯田藩の世嗣。

## 略歴
元和4年（1618年）、旗本・堀田正吉の次男として誕生した。初名は正幸、正茂。
初代藩主・脇坂安元が初めに世嗣としていた実弟・安経が寛永9年（1632年）に刃傷事件で殺害されたため、安元の養子に迎えられる。しかし、家督相続以前の寛永13年（1636年）に早世した。享年19。
代わって、安利の兄・堀田正盛の次男で安利の甥にあたる安政が新たに養子となり、家督を継いだ。

## 系譜
- 父：堀田正吉（1571年 - 1629年）
- 母：まん - 稲葉正成娘
- 兄弟姉妹
  - 長男：堀田正盛（1609年 - 1651年）
  - 次男：脇坂安利
  - 妹：大草高正室 - のち佐久間実勝室
  - 妹：花房職利室
  - 妹：勝境院 - 喜多見重勝室
  - 妹：高井源左衛門室
  - 妹：亀井経矩室
  - 妹：堀直上室
  - 妹：水谷勝俊正室
- 養父：脇坂安元（1584年 - 1654年）